# 聖盧西亞河

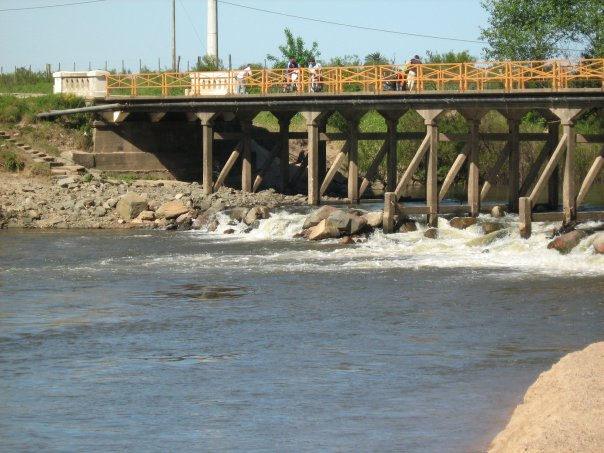

聖盧西亞河是烏拉圭的河流，發源自拉瓦耶哈省米納斯附近，河道全長230公里，流域面積13,448平方公里，最終注入拉普拉塔河，河水供應給蒙特維多。
34°47′10″S 56°21′30″W / 34.78611°S 56.35833°W